# وزارة السياحة والرياضة (تايلاند)
وزارة السياحة والرياضة (بالتايلندية: กระทรวงการท่องเที่ยวและกีฬา)‏ هي وزارة في حكومة تايلاند مسؤولة عن إدارة صناعة السياحة والرياضة في كل من المدارس والمؤسسات الأخرى. تنظم الوزارة وتدير الأحداث الرياضية المهمة في تايلاند.

## أنظر أيضا
- السياحة في تايلاند
- حكومة تايلاند

## وصلات خارجية
- الموقع الرسمي